# Hvozd (ort i Tjeckien, Plzeň)
Hvozd är en ort i Tjeckien.   Den ligger i regionen Plzeň, i den västra delen av landet, 80 km väster om huvudstaden Prag. Hvozd ligger 575 meter över havet och antalet invånare är 235.
Terrängen runt Hvozd är huvudsakligen lite kuperad. Hvozd ligger uppe på en höjd.Runt Hvozd är det ganska tätbefolkat, med 248 invånare per kvadratkilometer. Närmaste större samhälle är Třemošná, 16,7 km sydost om Hvozd. I omgivningarna runt Hvozd växer i huvudsak blandskog.